# ボビー・ワグナー
ボビー・ジョセフ・ワグナー（Bobby Joseph Wagner, 1990年6月27日- ）は、アメリカ合衆国カリフォルニア州ロサンゼルス出身のプロアメリカンフットボール選手。NFLのワシントン・コマンダースに所属している。ポジションはミドルラインバッカー。

## 経歴

### プロ入りまで
カリフォルニア州オンタリオの高校では最終学年の2008年に125タックル、4サックをあげるとともに、タイトエンドとして37回のレシーブで595ヤードを獲得、11TDをあげた。
大学進学前には、Rivals.comから二つ星に評価される選手で、奨学金のオファーを受けたのは、ユタ州立大学からのみであった。
ユタ州立大学では2008年から2011年まで4シーズン先発し、445タックル、4.5サック、4インターセプトをあげた。4年次の2011年には、147タックル、4サック、2インターセプトをあげて、ウェスタン・アスレティック・カンファレンスの最優秀守備選手に選ばれた。
2012年のNFLドラフト前のシニアボウルで活躍し、評価を高めた。

### シアトル・シーホークス

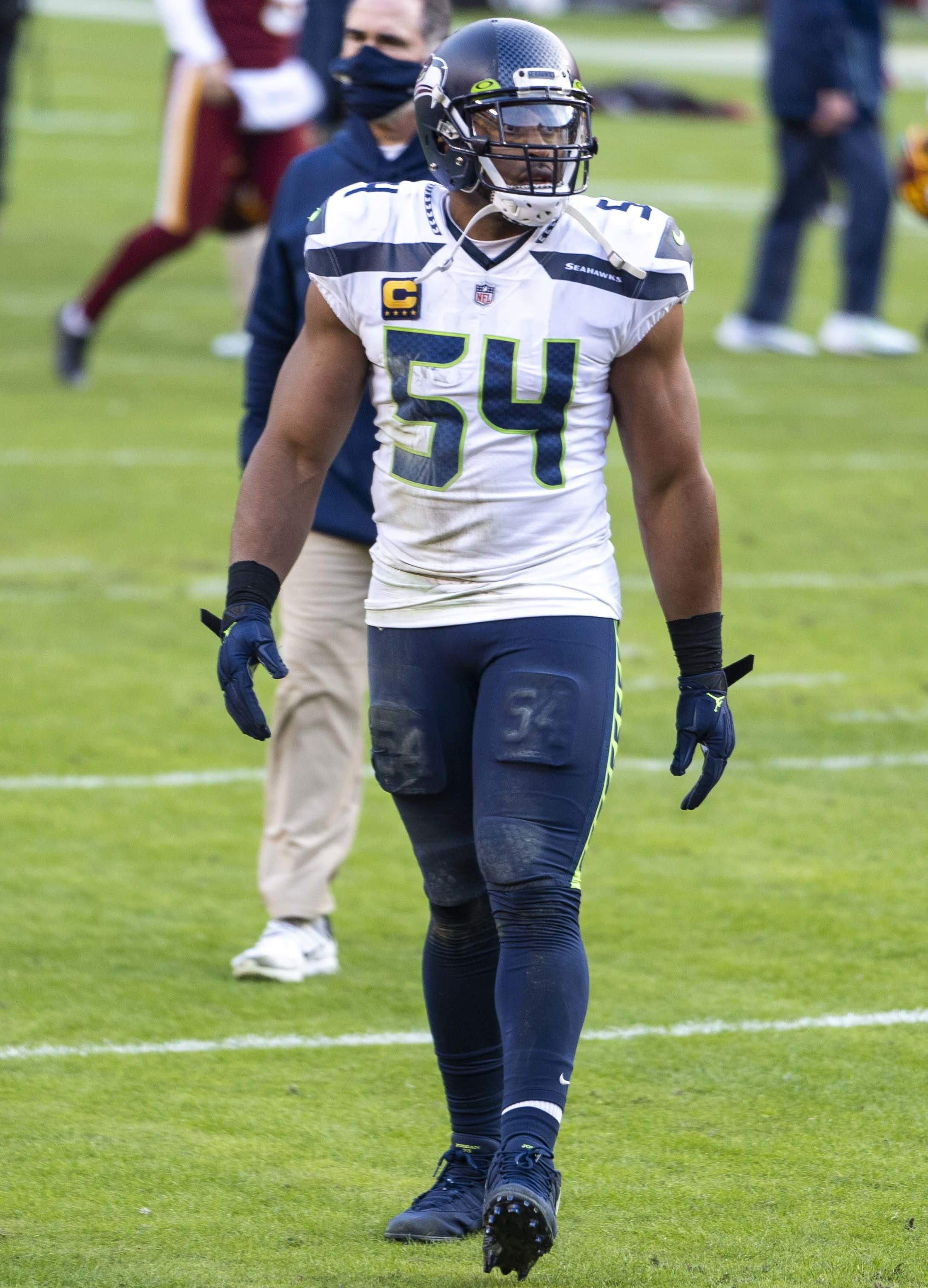
シーホークス時代(2020年)

ドラフトではユタ州立大学の選手としては、1980年のラロン・ジョーンズ以来の高順位である2巡全体47位でシアトル・シーホークスに指名されて入団した。大学のチームメート、ロバート・タービンも4巡目でシーホークスから指名されて入団した。1年目の2012年、トレーニングキャンプでバレット・ルード、マット・マッコイと先発ミドルラインバッカーのポジションを争った。シーズン開幕を先発ミドルラインバッカーとして迎え、アウトサイドラインバッカーのK・J・ライト、リロイ・ヒルとユニットを組んだ。第5週のカロライナ・パンサーズ戦でキャム・ニュートンをサック、プロ初のサックを記録した。第6週のニューイングランド・ペイトリオッツ戦では14タックルをあげた。11月25日のマイアミ・ドルフィンズ戦では9タックル、2パスディフレクション、ライアン・タネヒルのパスをインターセプトした。12月9日のアリゾナ・カージナルス戦で8タックル、2パスディフレクションに加えてジョン・スケルトンから2インターセプトを奪った。この年先発15試合を含む全16試合に出場、140タックル（87ソロタックル）、4パスディフレクション、3インターセプト、2サックをあげた。プロフットボールフォーカスより、新人インサイドラインバッカーとしては1位、リーグ全体でも2位に評価された。チームは11勝5敗でNFC西地区2位でプレーオフに進出、翌年1月6日のワシントン・レッドスキンズとのワイルドカードプレーオフで9タックルをあげて24-14の勝利に貢献した。その後チームはディビジョナルプレーオフでアトランタ・ファルコンズに敗れてシーズンを終えた。
2013年、新守備コーディネーターにダン・クインが就任、この年も先発ミドルラインバッカーとしてシーズンを迎えた。9月22日のジャクソンビル・ジャガーズ戦で9タックル、1インターセプトをあげた第5週のインディアナポリス・コルツ戦で足首を負傷した。第6週と第7週の試合を足首の捻挫のため欠場した。第9週のタンパベイ・バッカニアーズ戦で11タックルおよびマイク・グレノンを1.5回サックした。第15週のニューヨーク・ジャイアンツ戦では10タックル（8ソロタックル）、1.5サックをあげる活躍で23-0の完封勝利に貢献した。12月29日のセントルイス・ラムズ戦でシーズン最多の12タックルをあげた。この年14試合に先発出場し、120タックル（72ソロタックル）、7パスディフレクション、5サック、2インターセプトをあげた。チームは13勝3敗で地区優勝を果たした。1月19日のサンフランシスコ・49ersとのNFCチャンピオンシップゲームでは15タックルをあげて23-17の勝利に貢献した。2月2日のデンバー・ブロンコスとの第48回スーパーボウルでは10タックルをあげ、チームは43-8で勝利した。
2014年は、K・J・ライト、ブルース・アービンと先発ラインバッカー陣を構成した。グリーンベイ・パッカーズとの開幕戦で14タックルをあげた。この年ターフ・トゥのため第7週から第11週までの5試合を欠場した。12月14日の試合で自身4度目となる2桁タックルおよびサックをあげた。この年11試合に先発出場し、104タックル（67ソロタックル）、3パスディフレクション、2サックをあげた。5試合を欠場したものの初めてプロボウルおよびオールプロファーストチームに選ばれた。この年までチームディフェンスは3年連続でリーグ最少失点であった。MVP投票でもトニー・ダンジーから票が投じられた。ワグナーが欠場した試合でチームは平均20.4失点をしており、彼が復帰後の6試合では平均失点が6.5点減少した。チームはプレーオフでカロライナ・パンサーズ、グリーンベイ・パッカーズを破り第49回スーパーボウルに進出したがニューイングランド・ペイトリオッツに24-28で敗れ連覇はならなかった。シーズンオフにはNFL Top 100 Playersの69位に評価された。
2015年8月2日、シーホークスと4年間4300万ドル（1997万ドルの保証および800万ドルの今朝員ボーナス）の延長契約を結んだ。前年と同様にライト、アービンと先発ミドルラインバッカーを務めた。10月11日のシンシナティ・ベンガルズ戦で7タックル、1パスディフレクション、1ファンブルリカバーに加えて第3Qにレックス・バークヘッドがファンブルしたボールをリカバーした後、リターンタッチダウンをあげた。第6週のカロライナ・パンサーズ戦は負傷のため欠場した。第10週のアリゾナ・カージナルス戦でカーソン・パーマーがファンブルしたボールをリカバー、リターンタッチダウンをあげた。11月29日のピッツバーグ・スティーラーズ戦で12タックルをあげた。この年15試合に先発出場し、114タックル（67ソロタックル）、7パスディフレクション、0.5サックをあげた。この年もプロボウルおよびAP通信よりオールプロセカンドチームに選ばれた。
2016年、フリーエージェントでブルース・アービンがオークランド・レイダースに移り、ライト、マイク・モーガンとともに先発ラインバッカーを務めた。9月25日のサンフランシスコ・フォーティナイナーズ戦で6タックル、2パスディフレクション、1インターセプトの活躍で勝利に貢献した。第9週のバッファロー・ビルズ戦では自己ベストの16タックルをあげた。第16週のアリゾナ・カージナルス戦でそれまでテリー・ビーソンが持っていた153タックルのシーホークスのシーズン記録を更新した。翌年1月1日の適地サンフランシスコでのフォーティナイナーズ戦では12タックル、1パスディフレクションに加えてコリン・キャパニックを2回サックした。この年全16試合に先発出場し167タックル（85ソロタックル）、4.5サック、3パスディフレクション、1インターセプトの成績を残しオールプロファーストチーム及び3年連続のプロボウルに選ばれた。10勝5敗1分けでチームは地区優勝を果たし、デトロイト・ライオンズとのワイルドカードプレーオフでは10タックルをあげた。またアトランタ・ファルコンズとのディビジョナルプレーオフでも8タックルをあげた。彼はNFL Top 100 Player of 2017の39位に選ばれた。プロフットボールフォーカスは彼を90.8点と評価した。その年のラインバッカーの中では93.9点のジェレル・フリーマン、93.1点のルーク・キークリーに次ぐNFL全体の3番目に高く評価された。
2017年9月17日のサンフランシスコ・フォーティナイナーズ戦で7タックル、2パスディフレクション、1インターセプトで12-9の勝利に貢献した。11月5日のワシントン・レッドスキンズ戦では12タックル、1パスディフレクション、1サックをあげた。カーク・カズンズをサックしたプレーはNFLキャリア初のセイフティとなった。この年も全16試合に先発出場し、133タックル（97ソロタックル）、6パスディフレクション、2インターセプト、1.5サックをあげた。チームは9勝7敗で地区2位に終わり彼が入団後初めてプレーオフを逃した。この年プロフットボールフォーカスは、彼をNFLのラインバッカーで最も高い96.7点と評価した。またNFL Top player of 2018 の21位となった。この年彼はシーホークスに最も貢献した人物に与えられるスティーブ・ラージェント賞を受賞した。
2018年12月2日のサンフランシスコ・フォーティナイナーズ戦では12タックル、1サックとともに自陣深くまで攻め込まれたピンチに2度のテイクアウェイを記録した。1つは自陣5ヤード地点でのジェフリー・ウィルソンへのファンブルフォース、もう1つはニック・マレンズのパスを2ヤード地点でインターセプト、98ヤードのリターンタッチダウンとなった。12月10日のミネソタ・バイキングス戦では第3ダウン、第4ダウンの相手の攻撃をたびたびタックルで止めるとともにダン・ベイリーのFGをブロックした。この年彼はチームメートのマイケル・ディクソンとともにオールプロファーストチームに選ばれた。チームは第5シードでプレーオフに進出、ダラス・カウボーイズとのワイルドカードプレーオフでは5タックルを記録した。
2019年7月26日、2022年シーズンまでの3年5400万ドル（4020万ドルの保証）の延長契約を結んだ。この契約はミドルラインバッカーの契約としてはNFL史上最高額であった。第3週のニューオーリンズ・セインツ戦では18タックルをあげた。第7週のボルチモア・レイブンズ戦でもチームトップの13タックルをあげた。第8週のアトランタ・ファルコンズ戦ではマット・ショーブをサックするとともにデボンタ・フリーマンのファンブルしたボールをリカバー、27-20の勝利に貢献した。オーバータイムまでもつれた第9週のタンパベイ・バッカニアーズ戦では11タックル、1サックをあげて40-34の勝利に貢献した。第15週のカロライナ・パンサーズ戦ではカイル・アレンのパスをインターセプト、30-24の勝利に貢献した。第16週のアリゾナ・カージナルス戦では13タックル、1サックをあげた。
2020年第8週のサンフランシスコ・フォーティナイナーズ戦で11タックル及びジミー・ガロポロを2回サック、この週のNFC最優秀守備選手に選ばれた。ロサンゼルス・ラムズとのワイルドカードプレーオフでは13タックル、1サックをあげたがチームは敗れた。
2021年、オールプロセカンドチームに選ばれた。前年まで5年連続でオールプロファーストチームに選ばれていた。
2022年3月9日、10シーズン所属したシーホークスから放出された。

### ロサンゼルス・ラムズ
2022年3月31日、5年6500万ドルでロサンゼルス・ラムズと契約を結んだ 。このシーズンは17試合に先発し、キャリアハイとなる6サックを記録した他、インターセプト2回・タックル140回を記録し、オールプロのセカンドチームに選出されたが、オフにチームのサラリーキャップ超過を避けるためリリースされた。

### シーホークス復帰
2023年3月25日にシーホークスと1年700万ドルの契約を結んだ。このシーズンは全17試合に出場し、リーグトップとなる183タックルを記録した。通算9度目となるプロボウルに2年ぶりに選出され、アート・ルーニー賞を受賞した。

### ワシントン・コマンダース
2024年3月15日にワシントン・コマンダースと1年850万ドルで契約した。シーズンではチーム最多の132タックルを記録し、4年連続となるオールプロセカンドチームに選出された。
2025年3月6日にコマンダースと1年950万ドルで再契約を行った。

## 人物
ラインバッカーとしては軽量で、パスカバーに優れている。